# 南股河
南股河，位于中华人民共和国辽宁省宽甸满族自治县境内，是半拉江源流之一，发源于宽甸县北部白石砬子国家级自然保护区内的四方顶子山，自北向南流至硼海镇后转东流，于太平哨镇与北股河汇合后形成半拉江。河长68.9千米，流域面积501平方千米，河道平均比降5.23‰，落差1090.5米。